# شينا جوسلين
شينا جوسلين عالمة أعصاب كندية وأستاذة علم النفس وعلم وظائف الأعضاء في مستشفى الأطفال المرضى وجامعة تورنتو.  تدرس جوسلين الأساس العصبي للذاكرة، وتحديداً كيف يشكل الدماغ الذكريات ويخزنها في النماذج الحيوانية للقوارض. وقد قدمت مساهمات مهمة في مجال تخصيص الذاكرة العصبية ودراسة الانجرامز.

## النشأة والتعليم
ولدت جوسلين في كليفلاند، أوهايو لكنها نشأت في كينجستون، أونتاريو، كندا. أكملت جوسلين تعليمها الجامعي في جامعة كوينز في كينجستون، أونتاريو، كندا. بعد حصولها على درجة البكالوريوس، أكملت جوسلين درجة الماجستير في علم النفس الإكلينيكي تحت إشراف الدكتور ريك بينينغر. في رسالتها الماجستير، نشرت جوسلين بحثين كمؤلف أول، تدرس الورقة البحثية الأولى التأثيرات المعدلة للأدينوزين على الدوبامين في منطقة المخطط العصبي  والثانية عن التفاعل بين الببتيد العصبي واي ومضادات الذهان في النواة المتكئة.
ثم انتقلت جوسلين إلى تورنتو لإكمال درجة الدكتوراه في علم النفس وعلم الأعصاب في جامعة تورنتو. تحت إرشاد الدكتور فرانكو فاكارينو، ودرست جوسلين آثار مستقبلات الكوليسيستوكينين سي ومستقبلات الكوليسيستوكينين ا في التعديل على التعلم الترابطي ونشرت العديد من الأوراق البحثية كمؤلفة أولى.   بعد الدكتوراه، أكملت جوسلين دراسات ما بعد الدكتوراه في جامعة ييل في نيو هافن تحت إشراف الدكتور مايك ديفيس. بعد فترة وجيزة، انتقلت إلى لوس أنجلوس لإكمالبحث اخر مرحلة ما بعد الدكتوراة تحت إشراف الدكتور ألسينو ج. سيلفا في جامعة كاليفورنيا ، لوس أنجلوس. ساعدت جوسلين في اكتشاف أهمية كريب في تكوين الذاكرة واسترجاعها  مما أدى إلى التحقق من الآليات الجزيئية والغرض البيولوجي من النسيان.

## الحياة الوظيفية والبحث
بعد الانتهاء من عملها في مرحلة ما بعد الدكتوراه، عادت جوسلين إلى تورنتو للبدء في إنشاء مختبرها في مستشفى الأطفال المرضى بجامعة تورنتو.  هدفها العام هو فهم كيف يتعلم البشر ويتذكرون بحيث يمكن أن يؤثر عملها يومًا ما على البحث المتنقل في معهدها وفي مجتمعها. تتضمن بعض الاكتشافات المبكرة لجوسلين اكتشاف أن الإفراط في وجود البروتين كريب في المهاد السمعي يزيد من الذاكرة والخوف،  ذلك، أن الخلايا العصبية المتواجد بها البروتين كريب بكثرة بعد تعلم الخوف، بعد مسحها تقضي في الواقع على ذكريات الخوف لدى القوارض. كانت هذه بعض النتائج الأولى التي عزلت فيها خلايا عصبية معينة مسئولة عن ذاكرة معينة في الدماغ. أدى نهج جوسلين متعدد التخصصات في معالجة الأسئلة المتعلقة بالذكريات إلى حصولها على العديد من الجوائز والتقديرات المرموقة بما في ذلك أن تصبح عضوًا في الجمعية الملكية الكندية في عام 2018 نتيجة لأبحاثها.

## الجوائز
- 2018 زميلة الجمعية الملكية الكندية [16]
- جائزة دانيال إتش إيفرون للأبحاث من الكلية الأمريكية لعلم الأدوية النفسية والعصبية [17]
- جائزة الابتكارات في علم الأدوية النفسية من الكلية الكندية لعلم الأدوية العصبية والنفسية [18]
- بريندا ميلنر محاضرة (جامعة ليثبريدج) [19]
- بريان كولب محاضرة في علم الأعصاب السلوكي (جامعة كالغاري)
- كرسي البحث الكندي في دوائر الدماغ والإدراك من المستوى الأول

## المنشورات
- جوسلين س ا، كوهلر س. فرانكلاند ب وز (2017). أبطال انغرام. مجلة علم الأعصاب، 37 (18)، 4647-4657. أبطال انجرام
- راشد، أ.س، يان، سي، ميركالدو، ف.. . . جوسلين، س. (2016). تؤثر المنافسة بين الانغرامز على الخوف من تكوين الذاكرة والتذكر. علم، 22 (353)، 383-87. تؤثر المنافسة بين الانغرامز على الخوف من تكوين الذاكرة والتذكر
- هيسيانج ه ل، يب الابن، فان دين اوفير م.. جوسلين، س. (2014). التلاعب بـ «إنغرام الكوكايين» في الفئران. مجلة علم الأعصاب 34 (42)، 14115-14127. DOI: التلاعب بـ "انغرام الكوكايين" في الفئران
- هان ج ه، كوشنر س ا، يو ا ب. . . جوسلين، س. (2009). محو انتقائي لذاكرة الخوف. العلوم، 323 (5920)، 1492–1496. DOI: المحو الانتقائي لذاكرة الخوف
- هان ج ه، كوشنر س ا، يو ا ب. . . جوسلين، س. (2007). المنافسة العصبية والاختيار أثناء تكوين الذاكرة. علم، 316 (5823)، 457-60. DOI: المنافسة العصبية والاختيار أثناء تكوين الذاكرة